# Сёстры Олсен
Мэри-Кейт Олсен и Эшли Фуллер Олсен (англ. Mary-Kate Olsen / Ashley Fuller Olsen; род. 13 июня 1986 года, Лос-Анджелес, Калифорния, США) — американские модельеры, актрисы, певицы, сёстры-близнецы. Наиболее известны детскими ролями в таких фильмах, как «Паспорт в Париж», «Двое: Я и моя тень», самой первой общей ролью Мишель Таннер в сериале «Полный дом» и по последнему общему фильму «Мгновения Нью-Йорка».

## Ранние годы
Сёстры Олсен родились в Шерман-Оукс, пригороде Лос-Анджелеса, Калифорния. Хотя внешне они очень похожи, на самом деле они генетически различные близнецы. Дочери Дэвида Олсена (род. 1953), ипотечного банкира, и Джарнетт Фуллер (род. 1954), менеджера. Кроме них в семье есть старший брат Джеймс (Трент) Олсен (род. 1984; снялся в роли себя в одном из видео сестёр в 1995 году) и младшая сестра Элизабет Олсен (род. 1989), а также единокровные сестра Тэйлор (род. 1996) и брат Джейк (род. 1997) от второго брака их отца с Мартой Маккензи-Олсен. Родители близнецов развелись в 1995 году. Имеют английские и норвежские корни.
В 1987 году близнецы начали свою актёрскую карьеру на телевидении в сериале «Полный дом». Они были отобраны в возрасте 6 месяцев и приступили к съёмкам в девятимесячном возрасте. Сериал был весьма популярен в конце 80-х и в начале 90-х. Обе сестры играют поочерёдно одного и того же персонажа — Мишель Таннер, чтобы выполнялся строгий закон о детском труде в отношении детей-актёров. В течение первого года съёмок Эшли плакала на площадке, поэтому у Мэри-Кейт было больше экранного времени в первом сезоне. Из-за того, что продюсеры не хотели, чтобы зрителям стало известно о том, что персонажа играют близнецы, сёстры в титрах значились как «Мэри Кейт Эшли Олсен», но в последнем сезоне они уже значились как разные люди.
В течение восьми лет съёмок (1987—1995) в сериале «Полный дом» сёстры Олсен также снялись в нескольких телефильмах, среди которых был и «Прячься, бабушка! Мы едем» в 1992 году.

## Карьера
Вскоре после окончания сериала «Полный дом» сёстры принялись за раскрутку своего образа. В 1993 году они стали владелицами компании Dualstar, став самыми молодыми продюсерами Голливуда, их бренд продавался в более чем 3 000 магазинах в США и более 5 300 по всему миру. Из-за этого сёстры попали с 2002 года в список «100 знаменитостей» Forbes, а в 2007 году журнал поместил их совместно на 11-е место среди самых богатых женщин в сфере развлечений с их стоимостью по оценкам около $100 миллионов.
Мэри-Кейт и Эшли были весьма популярными фигурами на рынке среди подростков в конце 90-х — начале 2000-х. Их имена стали брендом целой индустрии, их образы были в одежде, книгах, духах, журналах, фильмах, плакатах. А с 2000 по 2005 фирма Mattel даже выпустила куклы «Мэри-Кейт» и «Эшли Олсен».
Сёстры снялись в видео-сериалах о самих себе The Adventures of Mary-Kate & Ashley и You’re Invited to Mary-Kate & Ashley’s…, сериалах на ABC «Двое в своем роде» и «Слишком мало времени». Несмотря на то, что «Слишком мало времени» был раскритикован и плохо встречен поклонниками, близнецы были названы третьими в программе «100 Greatest Child Stars» на VH1. Также девочки появились в нескольких видеофильмах, рассказывающих об их посещениях различных городов в Европе: «Паспорт в Париж», «Побеждая Лондон» и «Однажды в Риме».
Их последним совместным появлением в кино было в романтической комедии «Мгновения Нью-Йорка» в 2004 году, где также снимался Юджин Леви. Ожидалось, что фильм введёт актрис в более серьёзные взрослые роли, но он провалился в прокате. Также в конце апреля 2004 года сёстры Олсен получили Звезду на Голливудской «Аллее славы», расположенную по адресу MP 6801 Hollywood Blvd., что было приурочено к выходу их фильма «Мгновения Нью-Йорка». В середине мая 2004 года близнецы были ведущими на «Saturday Night Live», из-за чего пропустили свой выпускной бал.

## Стиль и мода
С тех пор, как сёстры Олсен стали взрослеть, общественность начала проявлять повышенный интерес к их выбору одежды, The New York Times назвала Мэри-Кейт «иконой стиля» за новаторскую манеру одеваться (что сейчас приобрело некоторую популярность среди знаменитостей и их фанов) подобно бездомным. Это стиль — «Уличный шик», иногда называемый «ашкан» или «бохо-шик» (Boho-chic (англ.)) или «богемно-буржуазный», подобный тому, который популяризировали в Британии Сиенна Миллер и Кейт Мосс.
Образ состоит из огромных солнцезащитных очков, большой сумки, сапог, свободного свитера и мешковатой юбки или брюк, зачастую все элементы одежды чёрного цвета, а также это бывает смесь дорогой брендовой одежды с недорогой повседневной. Однако их модный выбор одежды не обошёлся без разногласий. Эшли Олсен была включена в список «Хуже всего одетых людей» в 2006 году по версии PETA за ношение меха и обе сестры попали туда в 2009 году.
У Мэри-Кейт и Эшли есть своя линия одежды, продаваемая в сети Wal-Mart по всей Северной Америке для девочек возрастом от 4-х до 14-ти лет, а также линия красоты под названием «Mary-Kate and Ashley: Real fashion for real girls». В 2006 году были лицами дорогой модной линии «Badgley Mischka» для получения большего авторитета в индустрии моды после начала сотрудничества с Wal-Mart. Кроме того они создали собственную новую линию одежды высокого класса «The Row», названную в честь лондонской улицы Savile Row со множеством модных магазинов. И позже в 2007 году создали ещё одну линию, более молодёжную и ориентированную на массовую аудиторию, «Elizabeth & James», названную в честь своих брата и сестры. Осенью 2008 года вышла книга сестёр «Influence», посвященная моде. А в 2009 году сёстры Олсен вошли в состав главной модной организации Америки — CFDA (Совет модных дизайнеров США). В конце 2009 создали линию молодёжной женской одежды «Olsenboye» для сети универмагов JCPenney, которая от других линий отличается более демократичными ценами.
В октябре 2010 года в интервью «Entertainment Tonight» сёстры рассказали о самом главном в их дизайнерском процессе:
Процесс работы над коллекцией всегда начинается с дискуссий. Мы обсуждаем, что хотим получить в конечном итоге, и выбираем ткани. 
Мы с детства были перфекционистками, поэтому самое главное для нас — правильный крой, благодаря которому вещь будет хорошо сидеть.
Мэри-Кейт и Эшли подвергаются критике со стороны организации PETA по защите прав животных за использование ими меха в своей модной линии «The Row». Также был создан сайт в антиподдержку деятельности сестёр: Meet the Trollsen Twins.
В 2011 году запустили линию футболок под названием StyleMint. С сентября 2011 года являются креативными директорами итальянского обувного бренда «Superga». А в 2012 году выпустили свою первую коллекцию обуви для бренда по случаю открытия магазина в Нью-Йорке. В 2012 году стали «Лучшими дизайнерами года», получив почетную награду федерации дизайнеров Америки (Council of Fashion Designers of America awards) за свою линию «The Row».
Весной 2013 года близнецы выпустили парфюм и демократичную коллекцию сумок для своего бренда «Elizabeth and James». 7 августа 2013 года объявили о запуске новой модной линии в Норвегии. В коллекцию войдут сумки, украшения, одежда, разработанные совместно со скандинавским брендом «Bik Bok».
Сёстры Олсен занимаются моделированием одежды и обуви. Их бренд продают более чем в 3000 магазинах Северной Америки и в 5500 бутиках по всему свету. Ещё с 2002 года близняшки состоят в списке Forbes «100 знаменитостей», а в 2007 году заняли 11 место среди наиболее богатых женщин, имеющих 100 миллионов долларов.
Эшли Олсен вместе с сестрой в 2008 году выпустили книгу «Влияние», где они поместили интервью с огромным количеством влиятельных людей и творческих личностей, таких как Карл Лагерфельд, Диана фон Фюрстенберг, Терри Ричардсон и многих других.

## Личная жизнь
В 2004 сёстры Олсен объявили, что после окончания школы планируют посещать колледж при Нью-Йоркском университете. В 2005 году Мэри-Кейт вернулась в Калифорнию, решив остаться на Западном побережье и заняться вплотную своей компанией Dualstar. Эшли также покинула университет через пару месяцев.
В 2004 году у Мэри-Кейт были проблемы со здоровьем, в течение 6 недель она проходила курс лечения от нервной анорексии в реабилитационном центре в Юте.
В 2006 году Эшли Олсен подала в суд иск на сумму 40 млн долларов на журнал «National Enquirer» за публикацию её неудачной фотографии с полузакрытыми глазами под заголовком «Эшли Олсен замешана в скандале с наркотиками» (англ. Ashley Olsen Caught In Drug Scandal). В иске говорилось, что фотография используется для создания негативного искажённого образа Эшли. Эшли полностью отрицает эти обвинения и утверждает, что она никогда не употребляла и не распространяла незаконные наркотики. Также Олсен и её адвокаты заявили, что признают свободу прессы, но считают недопустимым создавать слухи, уничтожающие репутацию невинных людей (англ. freedom of the press is a valuable right, but it is not a license for gossipy tabloids to tar and feather innocent celebrities and destroy their reputations and businesses for the rag's profits).
В 2008 году Мэри-Кейт Олсен попала в поле зрения СМИ в связи со смертью актёра Хита Леджера, после того, как нашедшая его тело массажистка дважды сначала позвонила Мэри-Кейт, а после в службу спасения. Существуют также предположения, что у Олсен были отношения с Леджером в этот период времени. Однако Мэри-Кейт опровергла всё, сказав, что Леджер был другом.
27 ноября 2015 года Мэри-Кейт вышла замуж за Оливье Саркози, брата бывшего президента Франции Николя Саркози.

## Факты
- В шестилетнем возрасте сёстры Олсен стали самыми молодыми продюсерами в истории[9];
- Владеют журналом Mary-Kate and Ashley Magazine, выходящим раз в два месяца[9];
- В 2003 году занимали #61 в списке «100 сексуальных женщин» по версии журнала FHM[9];
- Стали самыми молодыми «сделавшими себя» миллионерами до 10 лет в американской истории[9];
- Эшли старше сестры на 2 минуты и выше на 1 дюйм (2,54 см)[9];
- В 2005 году в специальном дополнении к списку «100 сексуальных женщин мира 2005» по версии FHM занимали #32[9];
- Эшли — правша, Мэри-Кейт — левша, родились под знаком Близнецов;
- Увлечения сестёр Олсен — хип-хоп, свинг, балет, йога и футбол[9].

## Фильмография
Фильмы с участием обеих сестёр. См. также Фильмография Мэри-Кейт Олсен.
| Год       |    | Русское название                          | Оригинальное название                   | Роль                                                                 |
| --------- | -- | ----------------------------------------- | --------------------------------------- | -------------------------------------------------------------------- |
| 1987—1995 | с  | Полный дом                                | Full House                              | Мишель Таннер                                                        |
| 1992      | тф | Прячься, бабушка! Мы едем                 | To Grandmother’s House We Go            | Сара Томпсон / Джули Томпсон                                         |
| 1993      | тф | Страсти-мордасти во второй степени        | Double, Double, Toil and Trouble        | Келли Фармер/тётя София в детстве / Линн Фармер/тётя Агата в детстве |
| 1994      | ф  | Маленькие негодяи                         | The Little Rascals                      | близнец #2 / близнец #1                                              |
| 1994      | тф | Весёлые деньки на Диком Западе            | How the West Was Fun                    | Сьюзи Мартин / Джессика Мартин                                       |
| 1995      | ф  | Двое: Я и моя тень                        | It Takes Two                            | Аманда Леммон / Алисса Каллауэй                                      |
| 1994—1997 | с  | Приключения Мэри-Кейт и Эшли              | The Adventures of Mary-Kate & Ashley    | Мэри-Кейт / Эшли                                                     |
| 1998      | ф  | Папаша с афиши                            | Billboard Dad                           | Тэсс Тайлер / Эмили Тайлер                                           |
| 1998—1999 | с  | Двое в своём роде                         | Two of a Kind                           | Мэри-Кейт Бёрк / Эшли Бёрк                                           |
| 1999      | в  | Паспорт в Париж                           | Passport to Paris                       | Мелани Портер / Эллисон Портер                                       |
| 1999      | тф | Меняемся воротами                         | Switching Goals                         | Сэм Стэнтон / Эмма Стэнтон                                           |
| 1995—2000 | с  | You're Invited to Mary-Kate & Ashley's... | You’re Invited to Mary-Kate & Ashley’s… | Мэри-Кейт / Эшли                                                     |
| 2000      | тф | Рот на замок!                             | Our Lips Are Sealed                     | Мэдди Паркер / Эбби Паркер                                           |
| 2000      | с  | Седьмое небо                              | 7th Heaven                              | Кэрол Мёрфи / Сью Мёрфи                                              |
| 2001      | в  | Побеждая Лондон                           | Winning London                          | Хлои Лоуренс / Райли Лоуренс                                         |
| 2001      | в  | Солнечные каникулы                        | Holiday in the Sun                      | Мэдисон Стюарт / Алекс Стюарт                                        |
| 2001—2002 | с  | Слишком мало времени                      | So Little Time                          | Райли Карлсон / Хлои Карлсон                                         |
| 2002      | в  | Веселенькая поездка                       | Getting There                           | Кайли Хантер / Тэйлор Хантер                                         |
| 2001—2002 | мс | Mary-Kate and Ashley in Action!           | Mary-Kate and Ashley in Action!         | Мэри-Кейт/спецагент Мисти / Эшли/спецагент Эмбер                     |
| 2002      | в  | Однажды в Риме                            | When in Rome                            | Чарли Хантер / Лейла Хантер                                          |
| 2003      | тф | Мексиканские приключения                  | The Challenge                           | Шейн Далтон / Элизабет Далтон                                        |
| 2004      | ф  | Мгновения Нью-Йорка                       | New York Minute                         | Рокси Райан / Джейн Райан                                            |

## Награды и номинации
| Год  | Премия               | Номинация                                                     | Фильм                              | Результат |
| ---- | -------------------- | ------------------------------------------------------------- | ---------------------------------- | --------- |
| 1989 | Young Artist Awards  | Best Young Actor/Actress — Under Five Years of Age            | Полный дом                         | Победа    |
| 1990 | Young Artist Awards  | Outstanding Performance by an Actress Under Nine Years of Age | Полный дом                         | Победа    |
| 1992 | Young Artist Awards  | Exceptional Performance by a Young Actress Under Ten          | Полный дом                         | Победа    |
| 1994 | Young Artist Awards  | Best Youth Actress in a TV Mini-Series, M.O.W. or Special     | Страсти-мордасти во второй степени | Победа    |
| 1996 | Young Artist Awards  | Best Performance by an Actress Under Ten — Feature Film       | Двое: Я и моя тень                 | Номинация |
| 1996 | Kids' Choice Awards  | Favorite Movie Actress                                        | Двое: Я и моя тень                 | Победа    |
| 1999 | Kids' Choice Awards  | Favorite TV Actress                                           | Двое в своем роде                  | Победа    |
| 2002 | Daytime Emmy Awards  | Outstanding Performer in a Children’s Series                  | Слишком мало времени               | Номинация |
| 2003 | DVD Exclusive Awards | Franchise Performers Award                                    |                                    | Победа    |
| 2004 | TV Land Awards       | Quintessential Non-Traditional Family                         | Полный дом                         | Номинация |
| 2004 | Teen Choice Award    | Choice Movie Blush                                            | Мгновения Нью-Йорка                | Номинация |
| 2005 | Razzie Awards        | Worst Actress                                                 | Мгновения Нью-Йорка                | Номинация |
| 2005 | Razzie Awards        | Worst Screen Couple                                           | Мгновения Нью-Йорка                | Номинация |